# Sikorsky CH-54 Tarhe
El Sikorsky CH-54 Tarhe fue un helicóptero de carga pesado bimotor estadounidense que fue diseñado por Sikorsky Aircraft para el Ejército de los Estados Unidos. Su nombre proviene de Tarhe (cuyo apodo era "The Crane" (La Grulla)), un jefe de la tribu indígena Wyandot del siglo XVIII. La versión civil es el S-64 Skycrane.

## Desarrollo

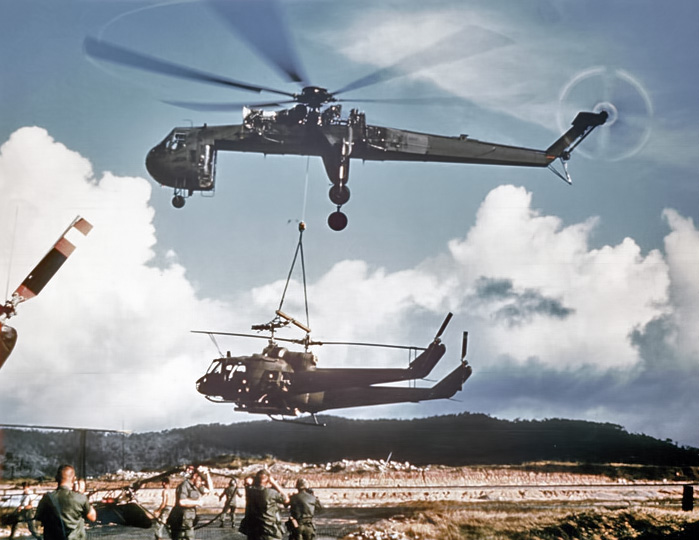
Un CH-54A Tarhe llevando dos UH-1 Huey.

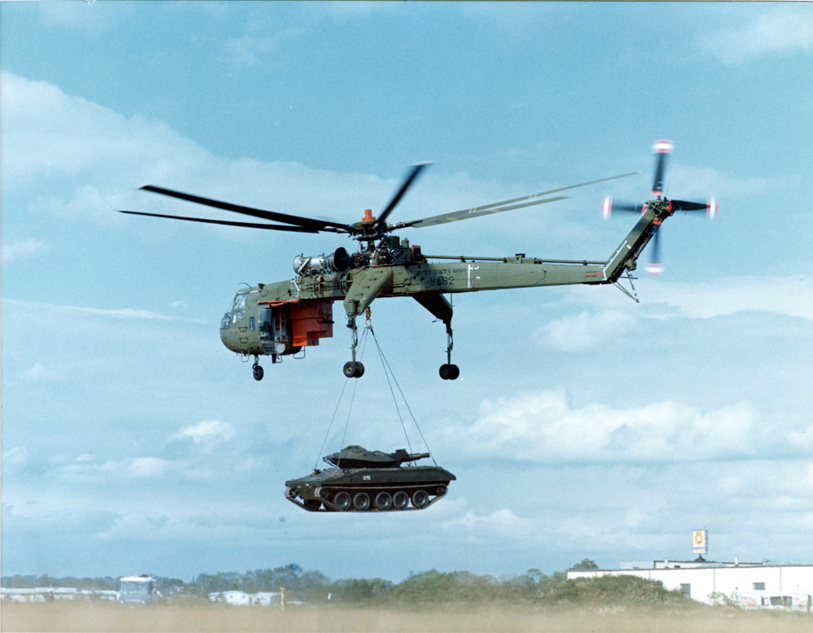
CH-54B llevando un carro M551 Sheridan, Redstone Arsenal, Alabama.

Los trabajos iniciales en los helicópteros Sikorsky "sky-crane" comenzaron en 1958 con el Sikorsky S-60 de motor de pistón. El primer vuelo del S-64 Skycrane de motor turboeje tuvo lugar el 9 de mayo de 1962.
El Ejército de los Estados Unidos compró finalmente 105 unidades, designándolos como CH-54. Usados en Vietnam para el transporte y recuperación de aeronaves derribadas, fueron muy exitosos en la tarea. En 2014, aún ostentaba el récord para helicópteros de mayor altitud en vuelo nivelado con 11 000 m (36 000 pies), establecido en 1971, y el ascenso más rápido a 3000, 6000 y 9000 m (10 000, 20 000 y 30 000 pies).
El Skycrane puede llevar su carga arriba y junto a su espina dorsal para reducir la resistencia y eliminar el efecto péndulo cuando vuela nivelado, así como elevar y descender vehículos desde la posición de vuelo estacionario, por lo que el helicóptero puede depositar cargas desde estacionario. Debido a recortes de presupuesto, el programa Helicóptero de Carga Pesado (HLH) fue cancelado, y los CH-54 no fueron mejorados con mayores motores. El Boeing CH-47 Chinook lo complementó gradualmente en combate, y finalmente lo reemplazó en las unidades de aviación del Ejército Regular, aunque los CH-54 permanecieron en servicio con la Guardia Nacional hasta principios de los años 90.
La Unión Soviética también creó helicópteros grúa mucho mayores con un diseño esquelético similar, como el Mil Mi-10.
Actualmente, Erickson Air-Crane de Central Point, Oregón, opera la mayor flota de helicópteros S-64 del mundo con el nombre de Erickson S-64 Aircrane. Pueden ser equipados con equipamiento lanzador de agua (algunos también tienen capacidad de lanzar espuma/gel) para realizar tareas contraincendios en todo el mundo. Tras obtener el certificado de tipo y los derechos de fabricación en 1992, Erickson permanece como único fabricante.

## Variantes

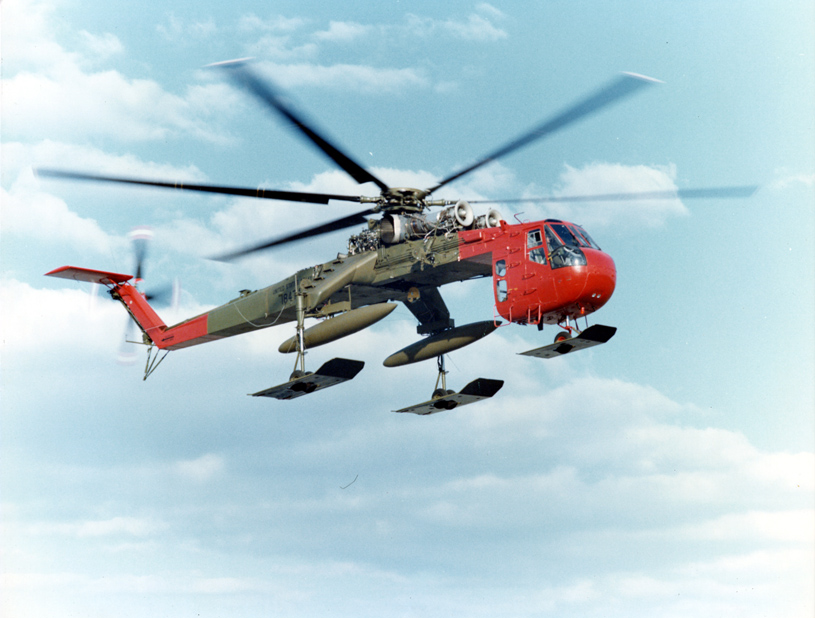
Sikorsky CH-54B Skycrane con el tren de aterrizaje modificado para operar en terrenos blandos.

YCH-54A
Aeronaves de preproducción, seis construidas.
CH-54A
Modelo de producción propulsado por turboejes Pratt & Whitney T73-P-1 de 3400 kW (4500 shp), 54 construidos.
CH-54B
Versión más pesada del CH-54A con dos turboejes T73-P-700 de 3600 kW (4800 shp) y tren de aterrizaje principal de ruedas gemelas, 37 ordenados, 29 construidos.
S-64B
En 1968, Sikorsky propuso una desarrollada  versión trimotor con rotor y caja reductora mejorados. No se llevó a cabo, pero formó la base del CH-53E Super Stallion.

## Operadores
Estados Unidos
- NASA[10][11]
- Ejército de los Estados Unidos[12]

## Especificaciones (CH-54B)

### Características generales
- Tripulación: Tres
- Carga: 9072 kg
- Longitud: 26,97 m
- Diámetro rotor principal: 21,95 m
- Altura: 7,75 m
- Área circular: 378,24 m²
- Peso vacío: 8980 kg
- Peso máximo al despegue: 21 000 kg
- Planta motriz: 2× turboeje Pratt & Whitney T73-P-700.
  - Potencia: 3580 kW (4800 shp) cada uno.

### Rendimiento
- Velocidad máxima operativa (Vno): 240 km/h
- Velocidad crucero (Vc): 185 km/h
- Alcance: 370 km
- Techo de vuelo: 5600 m (18 330 pies)
- Régimen de ascenso: 6,75 m/s (1330 pies/min)

### Desarrollos relacionados
- Sikorsky S-60
- Sikorsky S-64 Skycrane
- Sikorsky CH-53 Sea Stallion

### Aeronaves similares
- Boeing CH-47 Chinook
- Boeing Vertol XCH-62
- Mil Mi-10

### Secuencias de designación
- Secuencia S-_ (interna de Sikorsky): ← S-61R - S-62 - S-63 - S-64 - S-65 - S-66 - S-67 →
- Secuencia _H-_ (Helicópteros estadounidenses, 1962-presente): ← XH-51 - HH-52 - CH-53/HH-53/MH-53/CH-53E/CH-53K - CH-54 - TH-55 - AH-56 - TH-57 →

### Listas relacionadas
- Anexo:Aeronaves de la Fuerza Aérea de los Estados Unidos (históricas y actuales)